# Alastor
Alastor (altgriechisch Ἀλάστωρ Alástōr) ist in der griechischen Mythologie der Dämon des auf Frevel beruhenden Fluches. Insbesondere bezieht es sich auf den Fluch, der auf dem Haus des Atreus lastete, ursprünglich verursacht durch den Mord des Orestes an seiner Mutter Klytaimnestra. Alastor bringt die Verfluchten dazu, neue Freveltaten zu begehen, wodurch der Fluch sich erneuert, entsprechend dem bekannten Schiller-Zitat: „Das eben ist der Fluch der bösen Tat, dass sie, fortzeugend, immer Böses muss gebären.“
Dieser Fluchdämon wird auch als persönlicher Begleiter personifiziert, d. h. der Verfluchte wird von seinem Alastor verfolgt. So ist etwa Ödipus bei Sophokles, von einem Alastor besessen bzw. wird sogar als Alastor bezeichnet, ähnlich Orestes bei Aischylos.
Allgemein als böser Geist erscheint Alastor in den „Persern“ des Aischylos.
„Alastor“ erscheint auch als Beiname rächender Gottheiten, insbesondere der Erinnyen, aber auch von Zeus. So gab es in der Nähe von Thasos einen dem „Zeus Alastor“ geweihten Altar.
In späterer Zeit wird Alastor zum Schimpfwort („Frevler“) und in der christlichen Dämonologie zum Namen eines Teufels.
Schließlich erscheint Alastor auch als Name für eines der schwarzen Pferde im Viergespann des Hades.